# Фара (правитель Баварії)
Фара (*Fara, між 586 та 611 — 640/641) — правитель Баварії у 630—640/641 роках.

## Життєпис
Походив з роду Агілольфінгів. Син Хродоальда, родича Гарібальда I, герцога Баварії. Народився між 586 та 611 роками. Можливо власне ім'я його були Гримальд, а Фара є лише прізвиськом. Був наближеним до герцога Гарібальда II. Його батько помер або загинув у 624 році.
Власні землі на Фара думку дослідників розташовувалися у середній частині Рейну. Після смерті Гарібальда II між 625 та 630 роками став правителем Баварії. Тривалий час існувала думку, що Фара був герцогом, проте це не підтверджено достеменними джерелами. Ймовірніше обіймав посаду на кшталт регента при малолітньому герцогу Теодон I. З самого початку вимушений був протистояти Бертрару, що намагався стати володарем Баварії. Втім за допомогою Радульфа, герцога Тюрингії, зумів здобути перемогу.
Водночас встановив гарні стосунки з Дагобертом I, королем франків. Втім вимушений був підтвердити зверхність останнього. Протягом 630-х років брав участь у війнах франків проти слов'янської держави Само.
У 640 році разом з Радульфом Тюринзьким повстав проти влади нового франкського короля Сігіберта III та його мажордома Анзегізела з роду Арнульфінгів, але найпевніше до 641 року зазнав поразки та загинув. Влада повністю перейшла до Теодона I.